# Новые Чечкабы
Но́вые Чечка́бы (тат. Яңа Чәчкап) — село в Буинском районе Республики Татарстан, административный центр Новочечкабского сельского поселения.

## Этимология
Топоним произошёл от татарского слова «яңа» (новый) и ойконима «Чәчкап» (Чечкабы).

## География
Село находится на реке Лащи, в 16 км к северо-западу от районного центра — города Буинска. 

## История
В окрестностях села выявлен археологический памятник — Новочечкабинское поселение (общебулгарский памятник).
Село основано во второй половине XVIII века выходцами села Старые Чечкабы, ныне Кайбицкого района Республики Татарстан.
До 1860-х годов жители относились к категории государственных крестьян. Основные занятия жителей в этот период — земледелие и скотоводство.
В «Списке населенных мест по сведениям 1859 года», изданном в 1866 году, населённый пункт упомянут как казённая деревня Новые Чечкабы 2-го стана Тетюшского уезда Казанской губернии. Располагалась при реке Лаще, на торговом тракте из Буинска в Цывильск, в 50 верстах от уездного города Тетюши и в 8 верстах от становой квартиры во владельческом селе Знаменское (Чипчаги). В деревне в 90 дворах жили 490 человек (249 мужчин и 241 женщина). Была мечеть.
В начале XX века в селе функционировали мечеть, медресе, 3 ветряные мельницы, кузница, 3 бакалейные лавки. В этот период земельный надел сельской общины составлял 1524,7 десятины.
В 1924 году в селе открыта начальная школа. В 1931 году — организован колхоз «Узяк».
До 1920 года село входило в Чирки-Кильдуразовскую волость Тетюшского уезда Казанской губернии. С 1920 года в составе Тетюшского, с 1927 года – Буинского кантонов ТАССР. С 10 августа 1930 года в Буинском районе.

## Население
| 1859 | 1897 | 1908 | 1920 | 1926 | 1938 | 1949 | 1958 | 1970 | 1979 | 1989 | 2002 | 2010 | 2015 |
| ---- | ---- | ---- | ---- | ---- | ---- | ---- | ---- | ---- | ---- | ---- | ---- | ---- | ---- |
| 490  | 857  | 986  | 1078 | 763  | 1010 | 844  | 840  | 1082 | 771  | 575  | 548  | 530  | 502  |

Национальный состав села: татары.

## Экономика
Жители работают преимущественно в ООО «Агрофирма "Авангард"», занимаются полеводством, мясо-молочным скотоводством.

## Инфраструктура
В селе действуют основная школа, многофункциональный центр, библиотека, фельдшерско-акушерский пункт, отделение связидетский сад, дом культуры.

## Религия
Мечеть «Ризатдин» (с 1990 года).

## Известные уроженцы
- Рифат Салах — татарский поэт, член Союза писателей Татарстана с 2008 года. Лауреат республиканской премии имени Мусы Джалиля (2023).